# Aphytis vandenboschi
Aphytis vandenboschi är en stekelart som beskrevs av Debach och Rosen 1976. Aphytis vandenboschi ingår i släktet Aphytis och familjen växtlussteklar.
Artens utbredningsområde är Egypten. Inga underarter finns listade i Catalogue of Life.